# 京浜ジャイアンツ
京浜ジャイアンツ（けいひん - 、Keihin Giants）は、1950年に発足した、日本の女子プロ野球球団。

## 球団の歴史
1950年8月1日、「京浜ジャイアンツ」として発足した。1952年11月、日本女子野球連盟がノンプロ化するとノンプロに組織転換を行い、1959年まで活動を行った後、同年5月31日解散した。

## スポンサー
- 京浜急行電鉄
- 京浜百貨店